# Condado de Union (Nueva Jersey)
El condado de Union (en inglés: Union County), fundado en 1857, es un condado en el estado estadounidense de Nueva Jersey. En el 2010, el condado tenía una población de 536,499 habitantes, con una densidad poblacional de 1972.42 personas por kilómetro cuadrado. La sede del condado es Elizabeth.

## Geografía
Según la Oficina del Censo, el condado tiene un área total de 272 km² (105 mi²), de la cual 267 km² (103,1 mi²) es tierra y 5 km² (1,9 mi²) (2.06 %) es agua.

### Condados adyacentes
- Condado de Essex (Nueva Jersey) (norte)
- Condado de Hudson (Nueva Jersey) (este)
- Condado de Richmond (Nueva York) (este)
- Condado de Middlesex (Nueva Jersey) (sur)
- Condado de Somerset (Nueva Jersey) (oeste)
- Condado de Morris (Nueva Jersey) (noroeste)

## Demografía
En el 2000, la renta per cápita promedio del condado era de $55 339, y el ingreso promedio para una familia era de $65 234. En 2000, los hombres tenían un ingreso per cápita de $44 544, versus $32 487 de las mujeres. El ingreso per cápita para el condado era de $26 992, y el 8.40 % de la población estaba bajo el umbral de pobreza nacional.

## Localidades

### Ciudades
- Elizabeth
- Linden
- Plainfield
- Rahway
- Summit

### Boroughs
- Fanwood
- Garwood
- Kenilworth
- Mountainside
- New Providence
- Roselle
- Roselle Park

### Pueblos
- Westfield

### Municipios
- Berkeley Heights
- Clark
- Cranford
- Hillside
- Scotch Plains
- Springfield
- Union
- Winfield

### Áreas no incorporadas
- Free Acres
- Murray Hill
- Vauxhall

## Parques
- Ash Brook Reservation
- Black Brook Park
- Brian Park
- Cedar Brook Park
- Echo Lake Park
- Elizabeth River Park
- Green Brook Park
- Hidden Valley Park
- Leanpe Park
- Madison Aenue Park
- Mattano Park
- McConnell Park
- Milton Lake Park
- Nomahagen Park
- Oak Ridge Park
- Passaic River Park
- Phil Rizzuto Park
- Rahway River Park
- Rahway River Parkway
- Unami Park
- Warinanco Park